# Sylwia Szelest
Sylwia Szelest, po mężu Ziemianin (ur. 30 sierpnia 1975 w Jeleniej Górze) – polska biathlonistka, medalistka mistrzostw Polski.

## Życiorys
Była zawodniczką MKS Karkonosze Jelenia Góra (1990-1995), gdzie jej trenerami byli Marek Adamczak i Franciszek Szczyrbak. Następnie reprezentowała barwy WKS Legii Zakopane i BKS WP Kościelisko.
Reprezentowała Polskę na mistrzostwach świata juniorów w 1989 (11 m. w biegu drużynowym), 1991 (25 m. w biegu indywidualnym, 30 m. w sprincie, 9 m. w sztafecie), 1992 (33 m. w biegu indywidualnym, 5 m. w biegu drużynowym, 6 m. w sztafecie), 1993 (45 m. w biegu indywidualnym, 22 m. w sprincie, 9 m. w sztafecie, 11 m. w biegu drużynowym) i 1994 (17 m. w biegu indywidualnym, 11 m. w sprincie, 8 m. w sztafecie i 5 m. w biegu drużynowym), mistrzostwach Europy juniorów w 1994 (6 m. w sztafecie, 29 m. w biegu indywidualnym i 34 m. w sprincie) oraz na mistrzostwach świata seniorów w 1993 (44 m. w sprincie i 13 m. w sztafecie).
Na mistrzostwach Polski seniorów zdobyła dwa srebrne medale w 1993 (w sprincie i w sztafecie). Była też mistrzynią Polski juniorek w sprincie (1991) oraz w sztafecie (1993, 1994).
Poślubiła biathlonistę Wiesława Ziemianina.